# Nu1 Sagittarii
Título a ser usado para criar uma ligação interna é Nu1 Sagittarii.
Nu1 Sagittarii (Ain al Rami, 32 Sagittarii) é uma estrela na direção da constelação de Sagittarius. Possui uma ascensão reta de 18h 54m 10.18s e uma declinação de −22° 44′ 41.4″. Sua magnitude aparente é igual a 4.86. Considerando sua distância de 1852 anos-luz em relação à Terra, sua magnitude absoluta é igual a −3.91. Pertence à classe espectral K1II.